# Rapid de Bucarest
El Rapid de Bucarest (oficialmente Fotbal Club Rapid București) es un club de fútbol rumano de la ciudad de Bucarest, en el barrio de Giuleşti. Fue fundado en 1923 por un grupo de trabajadores de Grivița bajo el nombre de Asociația culturală și sportivă C.F.R., ya que el club pertenecía a la empresa ferroviaria CFR. Disputa sus partidos como local en el Estadio Rapid-Giulești, propiedad del Ministerio de Transportes de Rumanía, y juega en la Liga I.
El Rapid tiene en su palmarés tres ligas de Rumania, trece copas y cuatro supercopas, lo que le convierte en uno de los equipos más exitosos del país y ocupa la tercera posición en la clasificación histórica del fútbol rumano. El club fue fundado como CFR București, renombrado después Rapid București y Locomotiva București entre 1950 y 1958, año en que regresó a su denominación actual. El Rapid fue el equipo representativo de los ferroviarios y en el período comunista recibió ayuda del Ministerio de Transportes, pero desde 2006 es una sociedad constituida cuyo máximo accionista es el empresario George Copos.
Los colores tradicionales del Rapid son el rojo granate y el blanco, colores también representativos del CFR, y su escudo ha variado sensiblemente a lo largo de su historia. Sus principales rivales son el Steaua București y Dinamo București, los otros dos grandes clubes de la capital. También mantiene cierta rivalidad con el CFR Cluj, club ligado, también, al sector ferroviario rumano. Llegó a jugar en la Liga V de Rumania, a causa de un descenso administrativo provocado por la quiebra de la entidad en junio de 2016.

## Historia

### Orígenes y primeros éxitos (1923–1945)
El club fue fundado el 25 de junio de 1923 por un grupo de trabajadores ferroviarios del barrio de Grivița entre los que se encontraban Teofil Copaci, Grigore Grigoriu, Aurel Kahane y Geza Ginzer, bajo el nombre Asociației Culturale și Sportive CFR (Asociación Cultural y Deportiva CFR). La fundación del club se realizó tras la fusión con el club Excelsior, que resultó en el CFR București. 
Durante los años previos a la guerra, el Rapid fue uno de los mejores equipos de Rumanía, dominando la Copa de Rumania, torneo que ganó por primera vez en 1935 y consecutivamente desde 1937 hasta 1941, pero nunca el campeonato de liga Divizia A. En 1937 fue renombrado Rapid București, denominación que mantuvo hasta 1945.
Los trabajadores de los ferrocarriles no eran habituales de la selección nacional de Rumania, pero contaba con una importante masa social. Durante el periodo de entreguerras, el formato de las competiciones fue cambiado en varias ocasiones y el Rapid ganó la Copa Besarabia en 1942.

### Periodo de entreguerras (1945–1970)
En 1940, el Rapid fue el primer equipo de fútbol de Rumanía que logró la clasificación para la semifinal de un torneo europeo, la Copa de Europa Central ante el HSK Gradjanski Zagreb de Yugoslavia, que no se pudo disputar a causa de la Segunda Guerra Mundial y la edición quedó incompleta por la retirada de Austria tras el Anschluss, Checoslovaquia e Italia. Entre 1945 y 1950 fue renombrado CFR București y entre 1950 y 1958, al igual que la mayoría de clubes comunistas anexados al sector del ferrocarril, Locomotiva București. En 1958, el club fue renombrado, nuevamente, Rapid București. Sin embargo, la década de 1960 fue exitosa en el plano internacional para el Rapid. El club consiguió proclamarse campeón de la Copa de los Balcanes en 1964 y 1966, además de ganar la Copa Internacional de los Ferrocarriles de 1968.
En los años 1970 y 1980, Rapid llegó a los cuartos de final de la Recopa de Europa y ganó la Copa de Rumania en 1972 y 1975 antes de descender a Divizia B categoría en la que permaneció seis años consecutivos. Incluso con Stănescu como entrenador no pudo evitar la pérdida de la máxima competición nacional. El club se encontraba en uno de sus peores momentos institucionales mientras sus rivales del Steaua se convertían, en 1986, en campeones de la Copa de Europa. Finalmente evitaron el descenso en 1987, en el último partido de la temporada.

### Bicampeón de Liga y éxitos en UEFA (1990-2016)
En 1990, con la caída del comunismo se produjeron soluciones parciales hasta que en 1992, Traian Băsescu, el entonces Ministro de Transportes, nombró entrenadores a Marcel Pușcaș y Mircea Rădulescu, ambos con experiencia anterior en el equipo nacional. En la Copa de la UEFA 1993-94, el Rapid fue derrotado por el Inter (1-3 y 0-2). Fue en ese momento en que George Copos se hizo con el control del club.
A finales del siglo XX el club logró vivir una época dorada al conseguir ganar dos Copas de Rumania y algunos logros importantes en competiciones europeas, sobre todo debido a una cuidadosa contratación de sus entrenadores. El entrenador más famoso que logró firmar Rapid fue Mircea Lucescu, el hombre que transformó el club en campeón de Rumania por primera vez desde 1967. También, su hijo Răzvan Lucescu fue el entrenador que consiguió realizar la mejor actuación en competición europea con el Rapid, en la Copa de la UEFA 2005-06. Sin embargo, el entrenador que ganó la mayor cantidad de trofeos para el club es Mircea Rednic.
Después de unos años durante los cuales su experiencia en competiciones europeas era limitada, el Rapid comenzó a funcionar mejor, y, por tercera vez en la historia de la posguerra, en la temporada 2005-06 el equipo llegó hasta los cuartos de final de la Copa de la UEFA. El Rapid se vio emparejado con sus rivales del Steaua Bucarest, el otro club rumano que alcanzó los cuartos de final en ese histórico año para el fútbol del país. Rapid empató 1-1 en casa y a cero goles en Ghencea, por lo que fue eliminado. Tras el campeonato 2006-07, Răzvan Lucescu dejó la dirección del Rapid y se marchó al FC Braşov. Cristiano Bergodi fue nombrado como el entrenador del Rapid, pero pese a ganar la Supercopa de Rumanía y estar invicto en la Liga I, fue despedido por el propietario del club George Copos. Rapid terminó el campeonato 2007-08 en tercera posición.
La siguiente temporada, Fathi Taher se convirtió en el nuevo propietario de Rapid y nombró a José Peseiro como entrenador y trajo varios jugadores, invirtiéndose mucho dinero. Sin embargo las actuaciones de Peseiro fueron débiles y fue despedido. Rapid terminó la temporada en octava posición, perdiendo la opción de clasificarse para competiciones europeas. En la temporada 2009-10, Viorel Hizo fue contratado como entrenador del Rapid, pero el equipo perdió la posibilidad de jugar en Europa de nuevo. En 2010-11, Marius Șumudică llegó como entrenador y Dinu Gheorghe regresó como presidente del club. Rapid terminó la liga en cuarta posición y se clasificó para la UEFA Europa League después de dos años. La temporada 2011-12 se inició con el regreso de Răzvan Lucescu como entrenador del equipo, luchando por el título de Liga I.

### Quiebra y refundación (2016-Actualidad)
En junio de 2016, a causa de una deuda de más de 4 millones de euros, se declara en quiebra, desapareciendo del mapa deportivo de Rumania. En agosto de ese, año, vuelve a refundarse, para jugar en la Liga V, la liga amateur del país.

## Estadio

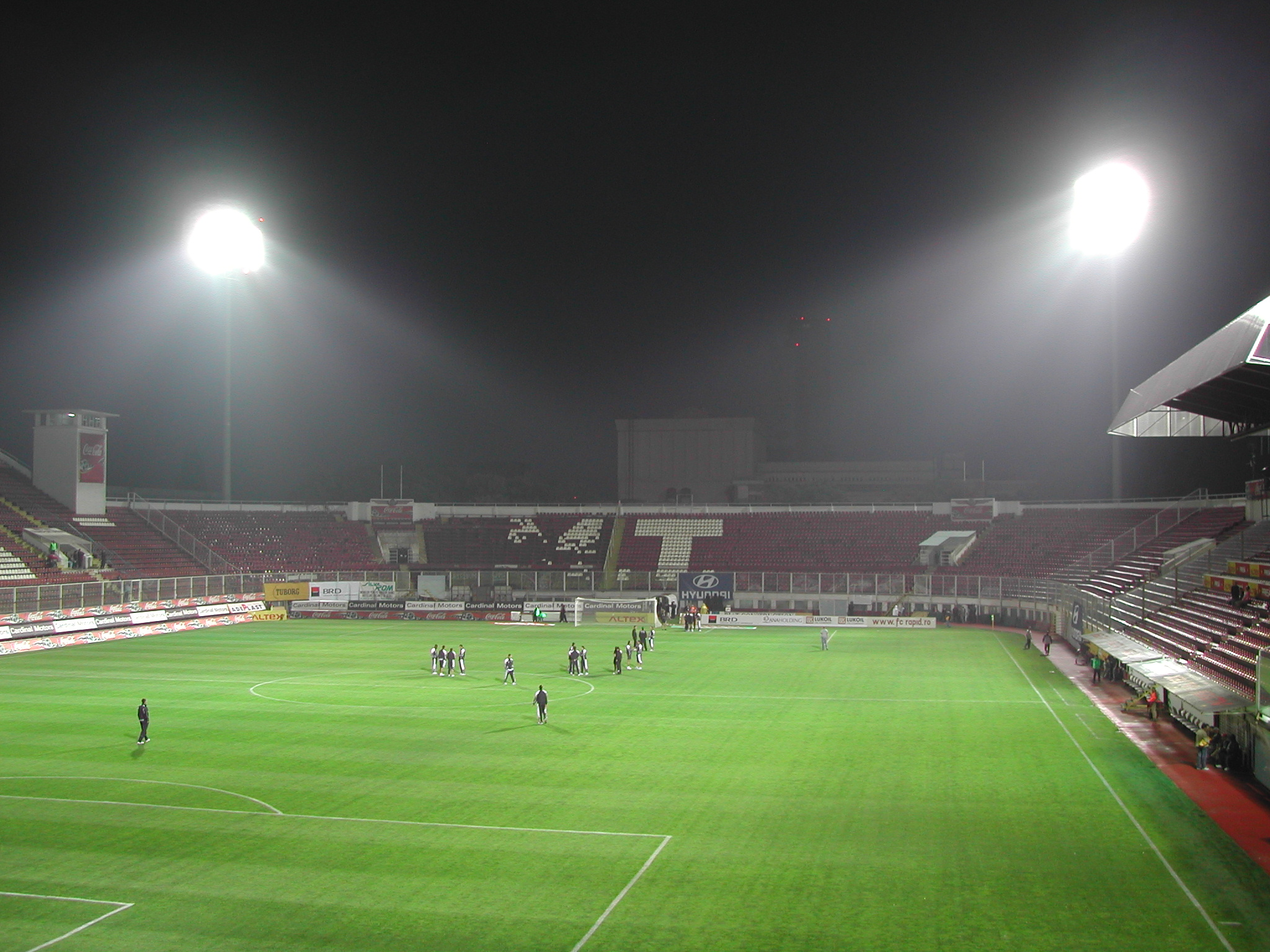
Stadionul Giulești-Valentin Stănescu.

La historia del estadio Giulesti comenzó en el año 1934. El 31 de marzo el CFR comenzó la construcción de un estadio en la calle Giulesti de la capital Bucarest. El campo tendría una anchura de 65 metros y una longitud de 105 metros.
Al principio, el alcalde de Bucarest no quería autorizar la construcción del estadio, ya que no encajaba en la sistematización de la capital. Finalmente, la autorización fue dada y en abril de 1936 se estimó que el estadio estaría listo en septiembre. La construcción se inició en ese año, pero duró más de dos. El arquitecto principal fue Gheorghe Dumitrescu.
El estadio fue inaugurado el 10 de junio de 1939. En ese momento, era el estadio más moderno en Rumania, una pequeña réplica del estadio de Highbury del Arsenal con una capacidad de 12.160 asientos. Entre los invitados a la ceremonia de inauguración fue el rey Carol II y su hijo, el futuro rey Miguel de Rumania.
La construcción de la grada norte se terminó a mediados de la década de 1990 y la capacidad aumentó hasta los 19.100 asientos. El terreno de juego fue cambiado en 2003, siendo considerado el mejor en Rumania en ese momento. El alumbrado artificial se instaló en el verano de 2000. El estadio recibió el nombre de "Valentín Stănescu" en el año 2001 en honor al entrenador con quien el Rapid ganó su primer campeonato de liga, pero se le conoce popularmente como Stadionul Giulesti (estadio Giulesti), por el nombre del barrio en que se encuentra el recinto. Cerca del estadio se encuentra Gara de Nord (la Estación del Norte), la principal estación ferroviaria de Bucarest.

## Afición

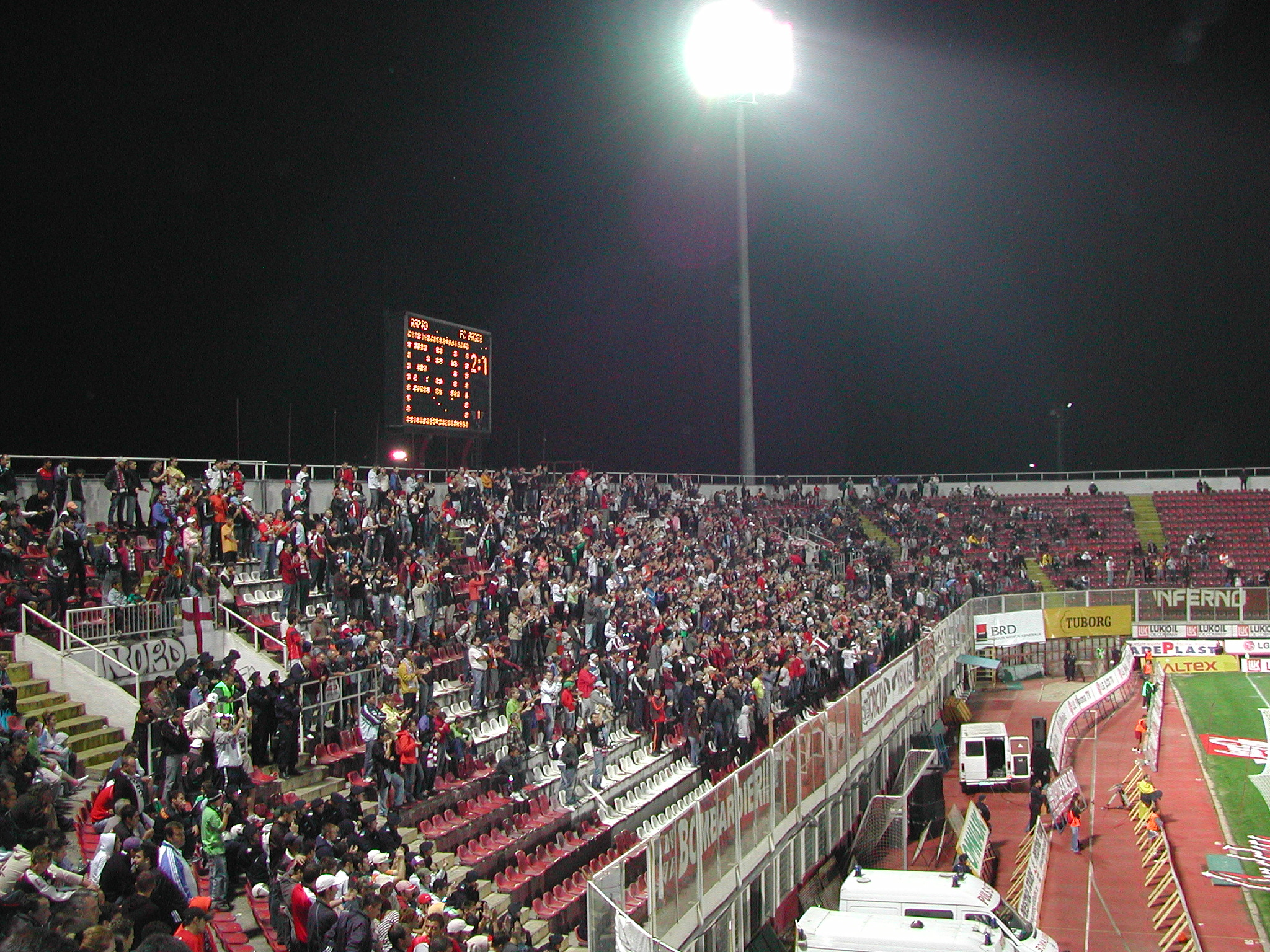
Aficionados del Rapid.

Los aficionados del Rapid son una parte importante de la imagen del club. Son conocidos comúnmente como Legione Granata (La Legión Carmesí). La presencia de grupos se indica mediante pancartas con sus nombres: Ultras Unione, B'921, Visinie Constanta, Chicos del Infierno (CDI), Hooligans oficiales, Infierno, Maniacs, Ultras Grant, CLTV, Alcoolica, los radicales y así sucesivamente. Viajar con el equipo para partidos fuera de casa es una costumbre desde los primeros años del club y los derbis locales no son una excepción. Inmediatamente después de la caída del régimen comunista, el 14 de febrero de 1990 se constituyó legalmente la organización de hinchas Liga Suporterilor Rapidiști (LSR).
Una organización única en Rumanía es el Rapid Aristocratic Club. Los miembros del club son conocidos artistas, siendo su propósito de propagación y la defensa de la historia de Rapid y su tradición.
Los hinchas del Rapid han creado algunos de los espectáculos más impresionantes del fútbol rumano cantando la mayor parte del tiempo durante los partidos y, a veces antes del inicio de los partidos. El momento más impresionante en el estadio Giulesti se produce cuando suena el himno del Rapid al comienzo de cada partido y todos los aficionados lo cantan de pie, agitando una bandera con los colores del club o mostrando un pañuelo blanco y rojo.

## Rivales
Las rivalidades más importantes del Rapid las mantiene con los otros dos grandes clubes de Bucarest, el Steaua Bucarest y el Dinamo Bucarest. Los partidos entre los tres rivales de Bucarest a menudo terminan con enfrentamientos entre los aficionados rivales antes o después del partido en el que, a menudo, debe mediar las fuerzas de policía rumanas. Desde un punto de vista histórico, un tradicional rival del Rapid es el Petrolul Ploieşti. Los aficionados del Rapid y del Petrolul no han terminado su rivalidad, incluso si los equipos no se encuentran en la Liga I. El FC Universitatea Craiova es también uno de los tradicionales rivales de Rapid.
Los seguidores del Rapid consideran a los aficionados del FC Politehnica Timişoara como sus aliados, ya que ambos equipos fueron reprimidos por el régimen comunista en el pasado. Los aficionados de ambos equipos suelen apoyarse mutuamente durante los partidos. Más recientemente, los aficionados apoyaron al Politehnica Timişoara durante sus partidos en Bucarest contra los demás clubes capitalinos, y los seguidores de Timişoara apoyaron al Rapid en un partido de Copa disputado contra el Pandurii Targu Jiu en Stadionul Dan Păltinişanu, el estadio del Politehnica.

## Uniforme
- Uniforme titular: camiseta, pantalón y medias burdeos.
- Uniforme alternativo: camiseta, pantalón y medias blancas.

## Palmarés

### Torneos nacionales (21)
- Liga I (3): 1966–1967, 1998–1999, 2002–2003

- Liga II (6): 1952, 1955, 1974-75, 1982-83, 1989-90, 2015-16

- Copa de Rumania (13): 1934–35, 1936–37, 1937–38, 1938–39, 1939–40, 1940–41, 1941–42, 1971–72, 1974–75, 1997–98, 2001–02, 2005–06, 2006–07

- Copa de la Liga de Rumania (1): 1994

- Supercopa de Rumania (4): 1999, 2002, 2003, 2007

- Copa de los Héroes (1): 1942

### Torneos internacionales
La mejor posición europea del Rapid fue alcanzar los cuartos de final de la Copa de la UEFA en 2006. Entonces, Rapid ha jugado contra un otro equipo rumano: Steaua Bucarest. En Ghencea el resultado fue 1-1 y en Giuleşti se terminó 0-0. Este partido, el primero cuando dos equipos rumanos se han enfrentado en Europa, ha sido llamado "UEFAntasticii României" ("Los UEFAntasticos de Rumania).
- Copa Mitropa
  - Finalista:  1940

- Copa de los Balcanes (2): 1963–64, 1965–66

- Copa Ferroviária Europea (1): 1968

## Participación en competiciones europeas
| Temporada | Competición      | Ronda            | Club                     | Cómputo global     | Ida     | Vuelta     |
| --------- | ---------------- | ---------------- | ------------------------ | ------------------ | ------- | ---------- |
| 1938      | Copa Mitropa     | 1/8              | Újpest FC                | 5-4                | 1-4 (F) | 4-0 (C)    |
| 1938      | Copa Mitropa     | 1/4              | Genova 1893              | 2-4                | 0-3 (F) | 2-1 (C)    |
| 1940      | Copa Mitropa     | 1/4              | FC Hungária MTK Budapest | 5-1                | 2-1 (F) | 3-0 (C)    |
| 1940      | Copa Mitropa     | 1/2              | HŠK Građanski Zagreb     | 0-0 BW 1-1 wnl (F) | 0-0 (F) | 0-0 (C)    |
| 1940      | Copa Mitropa     | F                | Ferencvárosi TC          | no jugado          |         |            |
| 1967/68   | Copa de Europa   | 1R               | Botev Plovdiv            | 3-2                | 0-2 (F) | 3-0 nv (C) |
| 1967/68   | Copa de Europa   | 1/8              | Juventus FC              | 0-1                | 0-1 (F) | 0-0 (C)    |
| 1968/69   | Copa de Ferias   | 1R               | OFK Beograd              | 4-7                | 3-1 (C) | 1-6 nv (F) |
| 1969/70   | Copa de Ferias   | 1R               | Vitória Setúbal          | 2-7                | 1-3 (F) | 1-4 (C)    |
| 1971/72   | UEFA Cup         | 1R               | SSC Napoli               | 2-1                | 0-1 (F) | 2-0 (C)    |
| 1971/72   | UEFA Cup         | 2R               | Legia Warszawa           | 4-2                | 4-0 (C) | 0-2 (F)    |
| 1971/72   | UEFA Cup         | 1/8              | Tottenham Hotspur FC     | 0-5                | 0-3 (F) | 0-2 (C)    |
| 1972/73   | Recopa de Europa | 1R               | Landskrona BoIS          | 3-1                | 3-0 (C) | 0-1 (F)    |
| 1972/73   | Recopa de Europa | 1/8              | Rapid Wien               | 4-2                | 1-1 (F) | 3-1 (C)    |
| 1972/73   | Recopa de Europa | 1/4              | Leeds United AFC         | 1-8                | 0-5 (F) | 1-3 (C)    |
| 1975/76   | Recopa de Europa | 1R               | RSC Anderlecht           | 1-2                | 1-0 (C) | 0-2 (F)    |
| 1993/94   | UEFA Cup         | 1R               | Internazionale           | 1-5                | 1-3 (F) | 0-2 (C)    |
| 1994/95   | UEFA Cup         | Clasificatoria   | Valletta FC              | 7-3                | 6-2 (F) | 1-1 (C)    |
| 1994/95   | UEFA Cup         | 1R               | Sporting Charleroi       | 3-2                | 2-0 (C) | 1-2 (F)    |
| 1994/95   | UEFA Cup         | 2R               | Eintracht Frankfurt      | 2-6                | 2-1 (C) | 0-5 (F)    |
| 1996/97   | UEFA Cup         | Clasificatoria 2 | Lokomotiv Sofia          | 2-0                | 1-0 (C) | 1-0 (F)    |
| 1996/97   | UEFA Cup         | 1R               | Karlsruher SC            | 2-4                | 1-0 (C) | 1-4 (F)    |
| 1997      | Intertoto Cup    | Grupo 9          | Olympique Lyonnais       | 1-2                | 1-2 (C) | 2º Lugar   |
| 1997      | Intertoto Cup    | Grupo 9          | Odra Wodzisław           | 4-2                | 4-2 (F) | 2º Lugar   |
| 1997      | Intertoto Cup    | Grupo 9          | MŠK Žilina               | 2-0                | 2-0 (C) | 2º Lugar   |
| 1997      | Intertoto Cup    | Grupo 9          | FK Austria Wien          | 1-1                | 1-1 (F) | 2º Lugar   |
| 1998/99   | Recopa de Europa | Clasificatoria   | CS Grevenmacher          | 8-2                | 6-2 (F) | 2-0 (C)    |
| 1998/99   | Recopa de Europa | 1R               | Vålerenga IF             | 2-2 u              | 2-2 (C) | 0-0 (F)    |
| 1999/00   | Champions League | Clasificatoria 2 | Skonto FC                | 4-5                | 3-3 (C) | 1-2 (F)    |
| 2000/01   | UEFA Cup         | Clasificatoria   | MIKA Ashtarak            | 3-1                | 3-0 (C) | 0-1 (F)    |
| 2000/01   | UEFA Cup         | 1R               | Liverpool FC             | 0-1                | 0-1 (C) | 0-0 (F)    |
| 2001/02   | UEFA Cup         | Clasificatoria   | Atlantas Klaipėda        | 12-0               | 4-0 (F) | 8-0 (C)    |
| 2001/02   | UEFA Cup         | 1R               | Paris Saint-Germain      | 0-3                | 0-0 (F) | 0-3(R) (C) |
| 2002/03   | UEFA Cup         | Clasificatoria   | HIT Gorica               | 5-1                | 2-0 (C) | 3-1 (F)    |
| 2002/03   | UEFA Cup         | 1R               | SBV Vitesse              | 1-2                | 1-1 (F) | 0-1 (C)    |
| 2003/04   | Champions League | Clasificatoria 2 | RSC Anderlecht           | 2-3                | 0-0 (C) | 2-3 (F)    |
| 2005/06   | UEFA Cup         | Clasificatoria 1 | UE Sant Julia            | 10-0               | 5-0 (F) | 5-0 (C)    |
| 2005/06   | UEFA Cup         | Clasificatoria 2 | FK Vardar Skopje         | 4-1                | 3-0 (C) | 1-1 (F)    |
| 2005/06   | UEFA Cup         | 1R               | Feyenoord                | 2-1                | 1-1 (F) | 1-0 (C)    |
| 2005/06   | UEFA Cup         | Grupo G          | Stade Rennes             | 2-0                | 2-0 (C) | 1º Lugar   |
| 2005/06   | UEFA Cup         | Grupo G          | FK Shaktar Donetsk       | 1-0                | 1-0 (F) | 1º Lugar   |
| 2005/06   | UEFA Cup         | Grupo G          | PAOK Salonica            | 1-0                | 1-0 (C) | 1º Lugar   |
| 2005/06   | UEFA Cup         | Grupo G          | VfB Stuttgart            | 1-2                | 1-2 (F) | 1º Lugar   |
| 2005/06   | UEFA Cup         | 1/16             | Hertha BSC               | 3-0                | 1-0 (F) | 2-0 (C)    |
| 2005/06   | UEFA Cup         | 1/8              | Hamburger SV             | 3-3 u              | 2-0 (C) | 1-3 (F)    |
| 2005/06   | UEFA Cup         | 1/4              | Steaua Bucarest          | 1-1 u              | 1-1 (C) | 0-0 (F)    |
| 2006/07   | UEFA Cup         | Clasificatoria 1 | Sliema Wanderers         | 6-0                | 5-0 (C) | 1-0 (F)    |
| 2006/07   | UEFA Cup         | Clasificatoria 2 | FK Sarajevo              | 2-1                | 0-1 (F) | 2-0 (C)    |
| 2006/07   | UEFA Cup         | 1R               | Nacional Madeira         | 3-1                | 1-0 (C) | 2-1 nv (F) |
| 2006/07   | UEFA Cup         | Grupo G          | Paris Saint-Germain      | 0-0                | 0-0 (C) | 4º Lugar   |
| 2006/07   | UEFA Cup         | Grupo G          | Hapoel Tel Aviv FC       | 2-2                | 2-2 (F) | 4º Lugar   |
| 2006/07   | UEFA Cup         | Grupo G          | FK Mladá Boleslav        | 1-1                | 1-1 (C) | 4º Lugar   |
| 2006/07   | UEFA Cup         | Grupo G          | Panathinaikos FC         | 0-0                | 0-0 (F) | 4º Lugar   |
| 2007/08   | UEFA Cup         | 1R               | 1. FC Nürnberg           | 2-2 u              | 0-0 (F) | 2-2 (C)    |
| 2008/09   | UEFA Cup         | 1R               | VfL Wolfsburg            | 1-2                | 0-1 (F) | 1-1 (C)    |
| 2011/12   | Europa League    | Play-off         | Śląsk Wrocław            | 4-2                | 3-1 (F) | 1-1 (C)    |
| 2011/12   | Europa League    | Grupo C          | Hapoel Tel Aviv FC       | 2-3                | 1-0 (F) | 1-3 (C)    |
| 2011/12   | Europa League    | Grupo C          | PSV                      | 2-5                | 1-3 (C) | 1-2 (F)    |
| 2011/12   | Europa League    | Grupo C          | Legia Warszawa           | 1-4                | 0-1 (C) | 1-3 (F)    |
| 2012/13   | Europa League    | Clasificatoria 2 | MyPa-47                  | 5-1                | 3-1 (C) | 2-0 (F)    |
| 2012/13   | Europa League    | Clasificatoria 3 | sc Heerenveen            | 1-4                | 0-4 (F) | 1-0 (C)    |